# Рагонезе, Изабелла
Изабелла Рагонезе (итал. Isabella Ragonese; род. 19 мая 1981, Палермо, Сицилия, Италия) — итальянская актриса, драматург и режиссёр. Наиболее известные фильмы, в которых она снималась «Первое назначение», «Наша жизнь», «Морская фиалка», «Дополнительный день».

## Биография
Она изучала актёрское мастерство в школе Teatès в Палермо  под руководством режиссёра Микеле Перьера. Во время учебы она писала, режиссировала и снималась в нескольких экранизациях его пьес. В 1998 году она получила первую премию в INDA (Национальный институт античной драмы), с коротким эссе о фигуре Гекубы. Окончила в 2000 году по специальности «актёрское мастерство».
В 2006 году Рагонезе снялась в своём первом фильме — «Новый мир» режиссёра Эмануэле Криалезе.